# Christoph Frank (Jurist)
Christoph Frank (* 12. August 1952 in Freiburg im Breisgau) ist ein deutscher Jurist. Er war bis August 2018 Oberstaatsanwalt als Ständiger Vertreter des Behördenleiters und Leiter der Schwerpunktabteilung Dopingkriminalität bei der Staatsanwaltschaft Freiburg.
Frank studierte von 1971 bis 1976 Rechtswissenschaften in Freiburg. Im Jahre 1979 begann er seine Justizkarriere als Richter am Landgericht Offenburg. Im Laufe der Jahre war er in verschiedenen Ämtern der baden-württembergischen Justiz sowie als Richter am Bezirksgericht Dresden, als Oberstaatsanwalt bei der Generalstaatsanwaltschaft Karlsruhe und als Leiter der Staatsanwaltschaft in Görlitz tätig.
Von 1996 bis 2001 war Frank Mitglied des Hauptstaatsanwaltsrates beim Justizministerium Baden-Württemberg, zuletzt als stellvertretender Vorsitzender. Von 2001 bis 2007 war er Mitglied des Präsidiums des Deutschen Richterbundes und stellvertretender Vorsitzender; von 2007 bis 2016 Vorsitzender des Deutschen Richterbundes.
Kommunalpolitisch ist er als Ortsvorsteher von Unteribental in seiner Heimatgemeinde Buchenbach aktiv.
Außerdem war er Gemeinderat in Buchenbach.
Christoph Frank ist verheiratet und hat zwei erwachsene Kinder.